# Ján Urbanič
Ján Urbanič (17. června 1930 Vysoká pri Morave – 27. dubna 2016, Žilina) byl slovenský fotbalista, záložník. V civilním povolaní úspěšný ředitel Kancelárskych strojov (později Datasystém) v letech 1971-1990. Po skončení hráčské kariéry působil jako trenér. Od roku 1979 do 7. srpna 1982 byl předsedou fotbalového oddílu TJ ZVL Žilina. K 7. červenci 2015 byl nejstarším žijícím fotbalistou, který nastupoval v nejvyšší soutěži za Žilinu.

## Fotbalová kariéra
S fotbalem začínal v žákovském věku ve Vysoké pri Morave pod vedením otce sportovního komentátora Karola Poláka. V československé lize hrál za Dynamo Žilina a Tankistu Praha. Nastoupil ve 113 ligových utkáních a dal 2 góly. V Poháru vítězů pohárů nastoupil ve 4 utkáních.

## Ligová bilance
| Ročník                                     | Zápasy | Góly | Klub           |
| ------------------------------------------ | ------ | ---- | -------------- |
| Celostátní československé mistrovství 1950 | -      | -    | Slovena Žilina |
| Mistrovství československé republiky 1951  | -      | -    | Slovena Žilina |
| Přebor československé republiky 1953       | -      | -    | Tankista Praha |
| Přebor československé republiky 1954       | 19     | 1    | Iskra Žilina   |
| Přebor československé republiky 1955       | 16     | 0    | Iskra Žilina   |
| 1. československá fotbalová liga 1956      | 13     | 0    | Dynamo Žilina  |
| 1. československá fotbalová liga 1958/1959 | 26     | 0    | Dynamo Žilina  |
| 1. československá fotbalová liga 1961/1962 | 27     | 0    | Dynamo Žilina  |
| CELKEM                                     | 113    | 2    |                |